# 후지와라노 아사타다

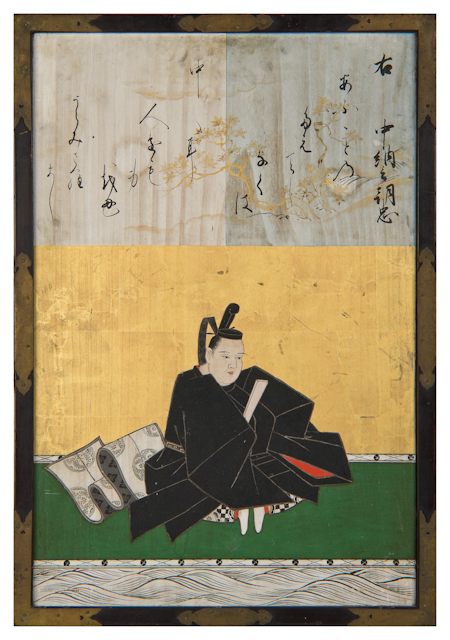
후지와라노 아사타다(백인일수)

후지와라노 아사타다(일본어: 藤原朝忠)는 일본 36가선중 한명이자 백인일수중 한명이다. 헤이안(平安) 중기의 공가(公家)이자 가인(歌人)이다. 엔기(延喜)10년 (910년)에 3조우대신(三条右大臣)을 지낸 후지와라노 사다카타(藤原定方)의 5남으로 태어났다.
엔쵸(延長)4년 (926년)에 종5위하(従五位下)에 서위되었다. 스자쿠천황(朱雀天皇)의 즉위 후엔 5위장인(五位蔵人), 우병위좌(右兵衛佐), 좌근위권소장(左近衛権少将), 좌근위권중장(左近衛中将)으로 승진하였다. 덴케이(天慶)6년 (943년)에 종4위하(従四位下), 덴케이 9년 (946년)에 무라카미 천황(村上天皇)의 즉위 대상회(大嘗会)에 와카(和歌)를 지어 올려 종4위상(従四位上)직에 올랐다. 덴랴쿠(天暦)6년 (952년)에 참의(参議), 오와(応和)원년 (961년)에 종3위(従三位), 오와 3년 (963년) 중납언(中納言), 우위문독(右衛門督), 검비위상별당(検非違使別当)을 겸임했다. 고호(康保)2년 (965년)에 중풍에 걸려 그 다음해에 58세의 나이로 숨을 거두었다.
피리와 생황 연주에 능통했다고 한다. 백인일수 와카(和歌)의 해석과 가인들의 일화를 적은 백인일수석화(百人一首夕話)에서는 후지와라노 아사타다가 앉아있기도 불편한 비만에 걸려 그의 의사가 수반(水飯)으로 끼니를 때울것을 권장했을 정도라고 쓰여져 있다. 그러나 이것은 고금저간집(古今著聞集)나 우지슈이 이야기(宇治拾遺物語)에서 인용한 걸로 볼 때 후지와라노 아사후라(藤原朝成)와 혼동이 있었던 것으로 보인다.
후선화가집(後撰和歌集)에 4수(首)와 더불어, 여타 칙선화가집(勅撰和歌集)에 총21수가 정리 되어 있다.